# Patrick Murray d'Ochtertyre
Patrick Murray d'Ochtertyre (3 février 1771-1er juin 1837) est un avocat écossais, propriétaire foncier et homme politique, député d'Édimbourg de 1806 à 1812 et baron de l'Échiquier en 1820. Il est parfois appelé Sir Peter Murray. 

## Biographie
Il est né à Ochtertyre House le 3 février 1771, le fils aîné de Lady Augusta Mackenzie, la fille de George Mackenzie (3e comte de Cromartie) (en), et son mari William Murray d'Ochtertyre . Il fait ses études au lycée d'Édimbourg puis étudie le droit à l'Université de Glasgow et à l'Université d'Édimbourg. Il est devenu avocat en 1793.
Il est capitaine des Volontaires d'Édimbourg de 1797 à 1803, et capitaine de la Brigade de Perthshire en 1800. En 1803, il devient lieutenant-colonel commandant des Strathearn Volunteers et en 1808, lieutenant-colonel de la milice du Perthshire .
En 1796, il est élu membre de la Royal Society of Edinburgh. Ses proposants étaient le révérend James Finlayson, James Gregory et John Playfair . En 1799, il est nommé Remembrancer à l'échiquier à vie. En 1800, à la mort de son père, il devient 6e baronnet d'Ochtertyre. 
Il est devenu député d'Edimbourg en 1806 sur la recommandation de Lord Melville, mais a démissionné en 1812 avant la fin de la législature. Il est secrétaire du Board of Control de 1810 à 1812, qui en fait le principal responsable à Londres des affaires indiennes. Il est baron de l'Écossais écossais de 1820 à sa mort, le 1er juin 1837. 

## Famille
En décembre 1794, il épouse Lady Mary Ann Hope (décédée en 1838), fille de John Hope (2e comte de Hopetoun) et de sa troisième épouse. Ils ont eu huit enfants, dont William Keith Murray et Henry Dundas Murray . Son fils Patrick Murray (1812-1889) était avocat. 
Son frère était le lieutenant-général Sir George Murray . 
Son portrait gravé par Thomas Goff Lupton est détenu par la Scottish National Portrait Gallery. Il est basé sur un portrait à l'huile original de Sir John Watson Gordon . 